# Parafia Najświętszego Imienia Maryi w Parafianowie
Parafia Najświętszego Imienia Maryi w Parafianowie (biał. Парафія імя Найсвяцейшай Панны Марыі y Параф’янаве) – parafia rzymskokatolicka w Parafianowie. Należy do dekanatu dokszyckiego diecezji witebskiej.

## Historia
W 1630 roku kościół ufundował archidiakon wileński Melchior Gilaszkiewicz. Według wielu monografii dawny kościół w Parafianowie miał wezwanie św. Jana Chrzciciela.
W 1744 roku parafia leżała w dekanacie połockim diecezji wileńskiej.
W latach 1908–1913 (według innych źródeł (1903–1904) za środki parafian i pod kierunkiem proboszcza ks. Bolesława Kornia wybudowano nowy kościół w stylu neobarokowym.
Ks. Bolesław Korń, proboszcz parafii w latach 1898–1903, w latach 1908–1910 był na wygnaniu w Kałudze, a w 1933 roku został proboszczem parafii w Mikielewszczyźnie koło Mostów. Ks. Korń miewał w tej parafii zatargi z niektórymi mieszkańcami z sąsiedniej wsi Daszkowce za wypasanie na ziemi plebańskiej. Po wkroczeniu wojsk sowieckich, jeden z nich, czując się skrzywdzonym przez proboszcza, w dniu 23 września 1939 r. przyszedł do kapłana z kilkoma żołnierzami sowieckimi. Księdza wyprowadzono i rozstrzelano. Ciało swego duszpasterza parafianie pochowali koło kościoła.
Ks. Władysław Wieczorek SDB, proboszcz parafii od 1941 roku, został aresztowany przez Niemców, po denuncjacji przez miejscowych Białorusinów. Został przewieziony do Dokszyc, a stamtąd do więzienia w Berezweczu. Następnie przewieziony do lasu Borek i rozstrzelany z czterema innymi księżmi 4 lipca 1942 roku.
W latach 1947–1958 proboszczem parafii był ks. Jan Zawistowski. Ponieważ został aresztowany przez władze sowieckie, w latach 1951–1953 w parafii posługiwali proboszcz parafii w Wołkołatej ks. Stanisław Górski oraz proboszcz z Dzierkowszczyzny.

## Demografia
Liczba katolików, wiernych parafii, w poszczególnych latach.

## Proboszczowie parafii[5]
| imię i nazwisko                   | daty urzędowania |
| --------------------------------- | ---------------- |
| Ks. Kazimierz Antoni Maciejewski  | 1675             |
| Ks. Dominik Krotulski             | 1681             |
| Ks. Stefan Milewski               | 1723–1744        |
| Ks. Antoni Michał Borowicki       | 1750             |
| Ks. Kazimierz Wilczyński          | 1770 – 1782      |
| Ks. Marcin Wincenty Mordas        | 1782–1795        |
| Ks. Antoni Jasiński               | 1795–1826        |
| Ks. Klemens Kulwanowski           | 1826–1842        |
| Ks. Tadeusz Darguz                | 1842 – 1845      |
| Ks. Klemens Kulwanowski           | 1846–1851        |
| Ks. Albin Domaszewicz             | 1851–1865        |
| Ks. Aleksander Szafkowski         | 1866–1867        |
| Ks. Abdon Domaszewicz             | 1867–1885        |
| Ks. Feliks Wojniusz               | 1885–1886        |
| Ks. Leon Narkiewicz               | 1887–1891        |
| Ks. Adolf Moczulski               | 1892 – 1894      |
| Ks. Kazimierz Stalewski           | 1895–1897        |
| Ks. Bolesław Korń                 | 1898–1903        |
| Ks. Antoni Wiskont                | 1903–1906        |
| Ks. Stefan Romanowski             | 1906–1914        |
| Ks. Anicet Butkiewicz             | 1914–1917        |
| Ks. Stanisław Szyroki             | 1917–1924        |
| Ks. Bolesław Teżyk                | 1924–1941        |
| Ks. Władysław Wieczorek SDB       | 1941–1942        |
| Ks. Ryszard Stohandel SDB         | 1942–1947        |
| Ks. Jan Zawistowski               | 1947–1951        |
| Ks. Proboszcz z Dzierkowszczyzny  | 1951–1953        |
| Ks. Jan Zawistowski               | 1953–1958        |
| O. Piotr Jasiewicz OFMCap         | 1988–1992        |
| O. Tadeusz Kowalski OFMCap        | 1992–1994        |
| O. Jan Fibek OFMCap               | 1994–1996        |
| O. Tadeusz Kowalski               | 1996–2003        |
| ks. Jerzy Zygmuntowski            | 2003             |
| ks. Marat Kozłowski               | 2003–2009        |
| ks. Roman Murzicz (administrator) |                  |